# 松岡音々
松岡 音々（まつおか ねね、1988年7月6日 - ）は、日本の女性ファッションモデル、グラビアアイドル、女優。広島県出身。プラチナムプロダクション所属。

## 略歴
2007年よりモデル活動を開始。
2009年7月、第1回グラビアJAPANのグランプリに選ばれる。
2011年6月、ナウファッションエージェンシー（フライングボックスと業務提携）からテンカラットに移籍。同年11月には『Girls Award2011 A/W』への出演もあったが、程なくして退所し活動を休止する。
2015年、プラチナムプロダクションに移籍し本格的な活動を再開。

## 人物
趣味は映画鑑賞。特技は飛び込み、回し蹴り。

## 作品

### 映像作品
- さいしょなのに…。（2010年1月29日、リバプール） - EAN 4571174016020。
- ねらわれちゃった…。（2010年11月26日、リバプール） - EAN 4571174017003。

## 出演

### ドラマ
- TAXMEN（2010年、TOKYO MX） -　ミーナ 役
- 24時間テレビスペシャルドラマ 生きてるだけでなんくるないさ（2011年8月20日、日本テレビ） -　看護師 役
- 私が恋愛できない理由（2012年、フジテレビ）
- 花咲舞が黙ってない（第2シリーズ）（2015年、日本テレビ）

### テレビその他
- 太田光の私が総理大臣になったら…秘書田中（2010年、NTV）
- アグレッシブですけど、何か?（2010年、広島ホームテレビ）
- アリケン（2010年7月17日、テレビ東京） - アリケンCafeコーナー・ゲスト

### PV
- HOME MADE 家族『Come Back Home』
- 岡平健治『夏の夜空に輝く星を君と見たいから』
- ケツメイシ『バラード』

### 広告
- 三松 - 浴衣ポスター
- 宣伝会議 - 第47回宣伝会議賞（2009年）

### CM
- 洋服の青山 応援セール｢ついてきて｣篇
- コンピレーションアルバム｢アイのうた｣
- ユニバーサル・スタジオ・ジャパン 「春の学生旅行2010｣篇

### ファッションショー
- 仙台コレクション（2009年9月22日）
- Girls Award2011 A/W（2011年11月12日）[3]

## 書籍

### 写真集
- 1/nene（ねねぶんのいち）（2010年7月22日、集英社）

### 雑誌
- ViVi
- PINKY
- CanCam
- クラブキング dictionary
- KERA!
- ゼクシィ
- Soup.
- 週刊ヤングジャンプ
- 週刊プレイボーイ
- B.L.T.
- カスタム CAR
- Goo Bike
- Rod and Reel